# Medinaceli
Medinaceli – gmina i miasto w prowincji Soria. Nazwa miasta pochodzi od arabskiego „مدينة سالم”, czyli madīnat sālim (ang. the city of Sālim). Miasto zostało nazwane od imienia Salim bin Waral, głowy rodziny Masmuda Berber, która osiedliła się tu w VIII wieku.
W mieście jest stacja kolejowa Medinaceli.

## Historia
W okresie średniowiecza miasto przechodziło z rąk do rąk chrześcijan i muzułmanów. Położone u zbiegu rzeki Jalón, Medinaceli było miejscem osadnictwa Celtyberów.